# Kleine-Gartmanplantsoen

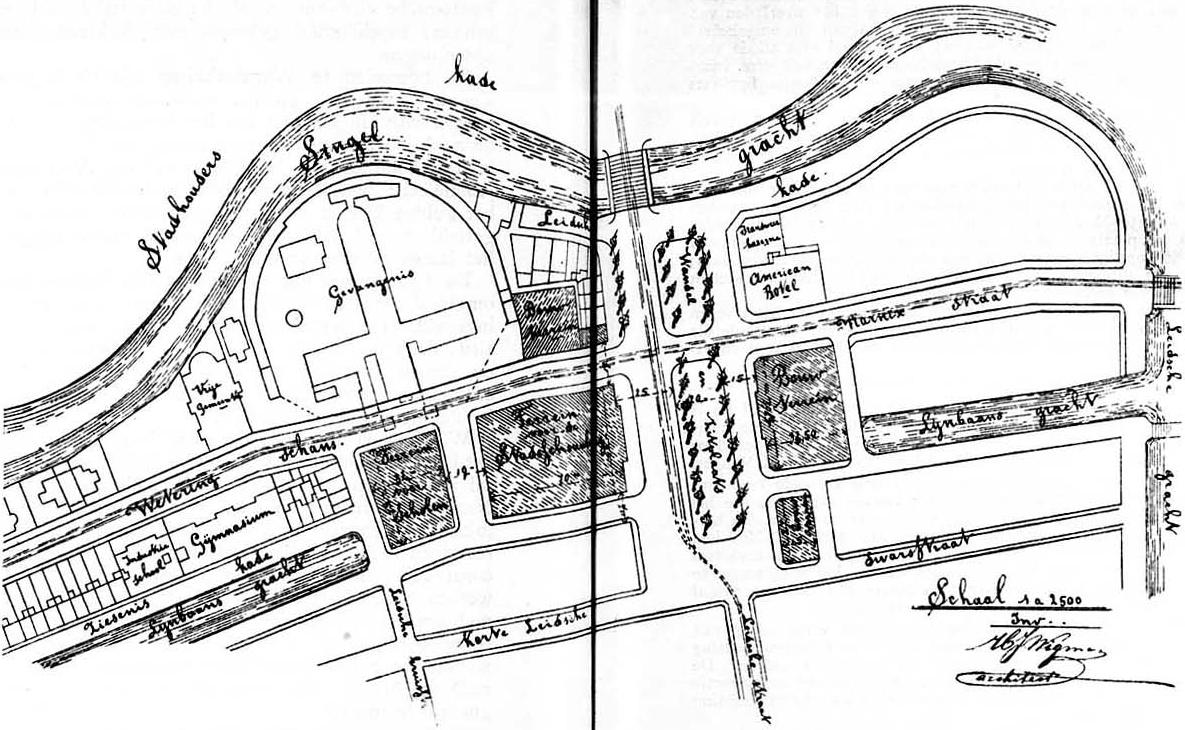
Voorstel uit 1890 voor herinrichting van het Leidseplein en omgeving i.v.m. een nieuwe stadsschouwburg.

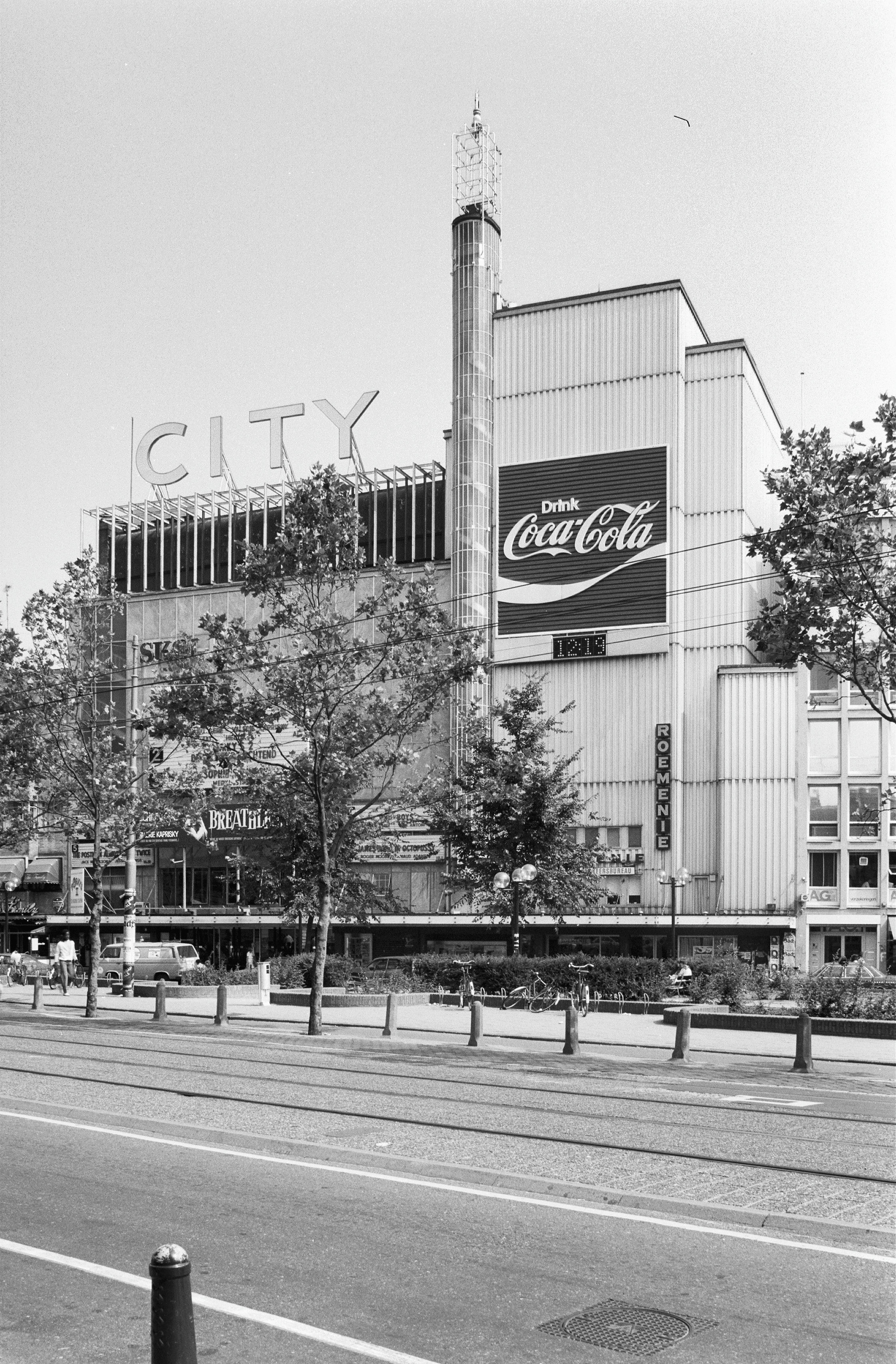
City-bioscoop (1983)

Het Kleine-Gartmanplantsoen is een plein en plantsoen in  Amsterdam-Centrum. Het ligt tussen het Leidseplein, waarvan het vaak als deel wordt aangezien, in het noorden en de Weteringschans in het zuiden.

## Ligging en geschiedenis
Het plantsoen kwam er in oktober 1909 toen een deel van de Lijnbaansgracht gedempt werd. Vanaf de Stadsschouwburg tot aan de Leidsekruisstraat werd zand in de gracht gestort, maar niet dan nadat vanaf die Leidsekruisstraat een overkluizing gemaakt was die aansloot op de duikerbrug die onder de Stadsschouwburg doorliep. In de beginjaren hielden gebouwen aan het plein hun adressen en lag midden in het gedempte gebied inderdaad een plantsoen. Verkeer stroomde aan beide zijden van het plantsoen alsook voor de Stadsschouwburg. Aanleg was noodzakelijk om ruimte te bieden aan de tram en zodoende ontstond een openbaar vervoerknooppunt in de stad. De overkluizing begon bij brug 198, die daardoor het uiterlijk kreeg van een halve brug (aan één kant leuningen en borstweringen). Een van de investeerders van de demping was de firma Hirsch & Cie, die een nieuw gebouw wilde plaatsen, maar gedurende de bouwtijd een gebouw dat door Alphonsus Maria Leonardus Aloysius Jacot ontworpen was, nodig had dat keurig op het nieuwe plantsoen kon worden neergezet en na een aantal jaren afgebroken werd.
Op 13 oktober 1915 kreeg het plantsoen haar eigen naam: Kleine-Gartmanplantsoen, vernoemd naar de actrice Maria Kleine-Gartman. Deze naam levert van stond af aan  problemen op; velen lezen Kleine Gartmanplantsoen of zelfs Klein Gartmanplantsoen, maar Amsterdam kent geen ander Gartmanplantsoen. 
De ontwikkelingen binnen het verkeer als ook de beïnvloeding daarvan door de gemeenteraad daarop zorgden ervoor dat de inrichting van het plantsoen diverse keren gewijzigd werd. Tramhaltes en standplaats voor taxi’s verschoven steeds over het plein. Het resultaat was dat het groen steeds meer verdween; daarvan is nog maar een klein stukje over..
Het Kleine-Gartmanplantsoen werd ook steeds meer een uitgaanscentrum en heeft eigenlijk alleen aan de zuidrand nog een woonfunctie. Desalniettemin ging de bouw van een theater aan de zuidkant in de twintiger jaren van de 20e eeuw niet door.

### Herinrichting 2014-2021
Van 2014 tot 2021 werd er gewerkt aan een nieuwe inrichting van de omgeving van het Leidseplein. Als laatste fase van die herinrichting werd het Kleine-Gartmanplantsoen vernieuwd. Tussen 2019 en 2021 werd de ondergrondse fietsenstalling onder het plantsoen gebouwd. Het dak van de fietsenstalling werd daarbij als eerste opgeleverd. Ook is de tramhalte vernieuwd en is de rijbaan vervangen door een fietspad. De nieuwe inrichting kwam tot stand in overleg met kunstenaar Hans van Houwelingen, die bij een vorige herinrichting zijn kunstwerk Blauw Jan hier mocht plaatsen (de bekende leguanen).

## Gebouwen
Er staat slechts een beperkt aantal gebouwen aan het Kleine-Gartmanplantsoen :
- huisnummers 1-5 waren aan het einde van de 20e eeuw bekend als horecagebouw van Café-Restaurant Moderne en Heineken Hoek/Heinekenhoek; het gebouw werd in 2021 gesloopt om plaats te maken voor een hotel
- huisnummer 7: horeca
- huisnummer 9: horeca
- huisnummer 11: horeca, in de jaren vijftig bekend als Macarella
- huisnummers 15-17: huis van het Pathé City
- huisnummers 21-25, kantoorgebouw naar ontwerp van Arend Jan Westerman uit 1959
- huisnummers 51-53, appartementen, geplaatst tussen de Zieseniskade en de Weteringschans waar ooit het theater gepland was
- huisnummers 2 en 2a het Hirschgebouw waarin sinds 2012 de Applestore van Apple Inc.
- huisnummer 10, gebouwd voor kantongerecht, sinds 1982 De Balie
- huisnummer 14-28, appartementengebouw.

Andere bouwwerken zijn een zuilengalerij naar het Max Euweplein en de Ondergrondse fietsenstalling Kleine-Gartmanplantsoen uit 2021.

## Brug 198
Onder de grond lag van 1909 tot circa 2019 de overkluizing. Bij de bouw van de ondergrondse fietsenstalling was daar geen ruimte meer voor en werd de overkluizing vervangen tot een persleiding (de overkluizing onder de schouwburg maakt deel uit van de fundering daarvan). Van Houwelingen zorgde er onder meer voor dat de eerder genoemde brug 198 werd uitgebreid met een noordkant. 

## Kunst
Het plantsoen kent sinds 1994 veertig kleine kunstwerkjes in de vorm van reptielen van Hans van Houwelingen. Tijdens de vernieuwing van het plein werden de veertig reptielen weggehaald om bij terugkeer in een kleiner bedje te worden verzameld. In het voorjaar van 2021 kwam daar een grote muurschildering van Judith de Leeuw bij: Diversity in bureaucracy op appartementengebouw 51-53. Tot slot werd de toegangen naar de ondergrondse fietsenstalling gebouwd in de stijl van de Amsterdamse School, alles naar model van brug 198. 

## Verkeer en vervoer
Er is richting oost een halte voor de tramlijnen 1, 7 en 19. De vroegere halte voor de trams in westelijke richting is in 2018 verplaatst naar de Marnixstraat. Op het aangrenzende Leidseplein is een tramhalte stadinwaarts voor de lijnen 2 en 12. Van 1967-1981 was er aan de trottoirzijde een druk bezette busstandplaats naast de tramhalte richting oost voor de bussen naar Buitenveldert en Amstelveen.
De grote, aan het plantsoen naast de tramhalte gelegen, taxistandplaats werd 'Standplaats Leidseplein' genoemd. In november 2017 werd deze verplaatst naar de Leidsebrug, zodat het Leidseplein autovrij werd.

## Afbeeldingen

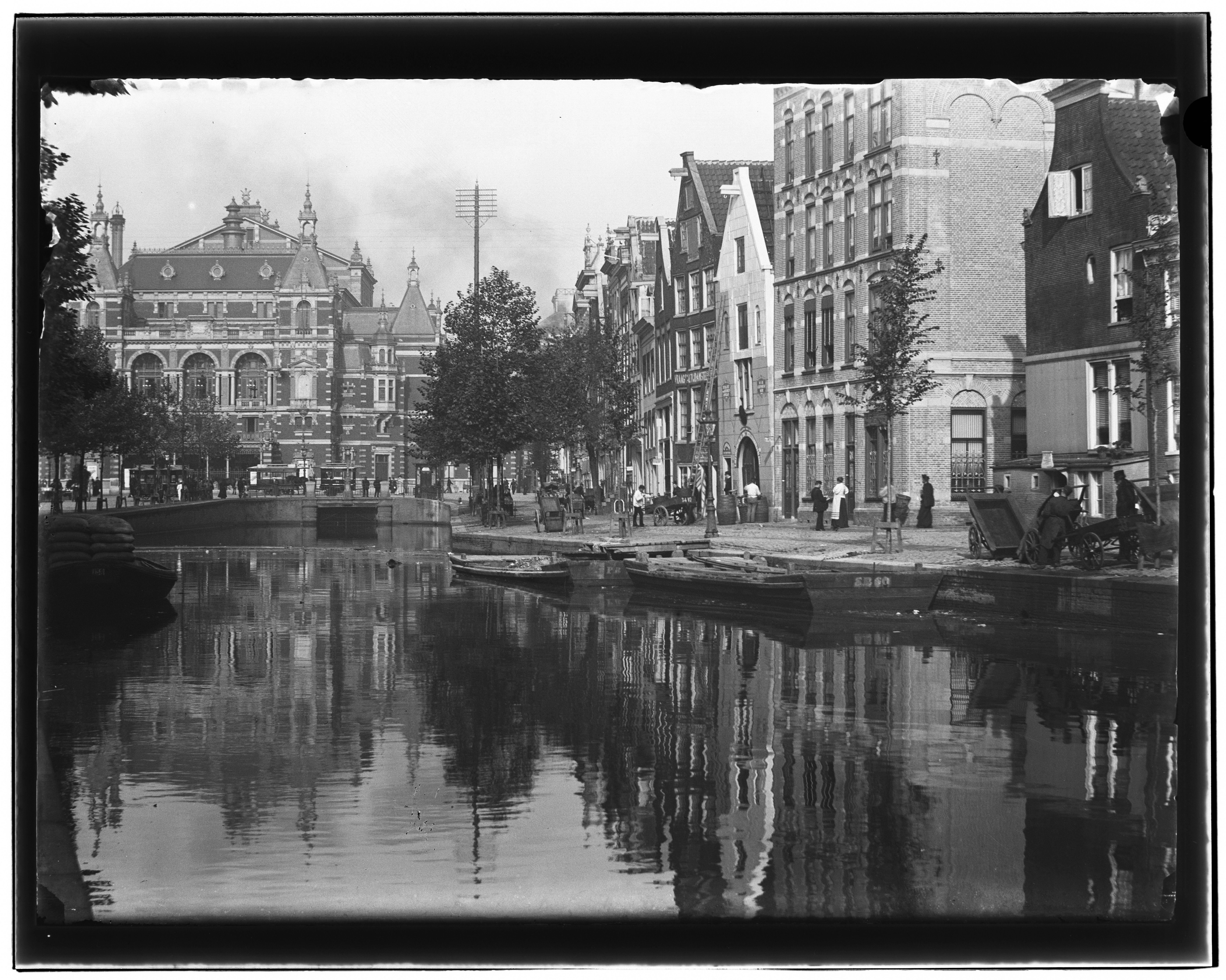
Het deel Lijnbaansgracht dat gedempt werd, vastgelegd door Jacob Olie, 1896
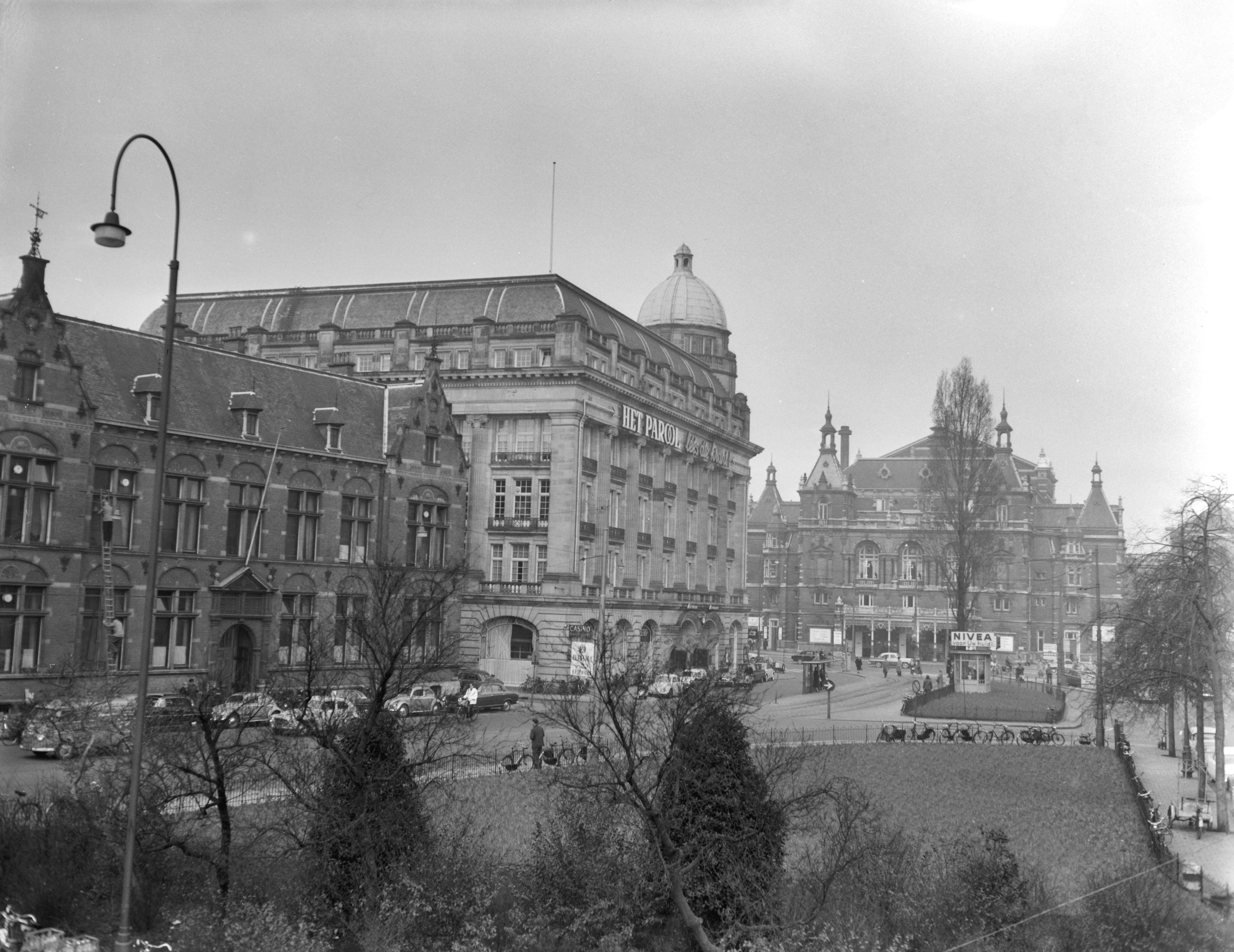
Het Kleine-Gartmanplantsoen gezien van zuidoost naar noordwest met links De Balie en het Hirschgebouw; 1959.
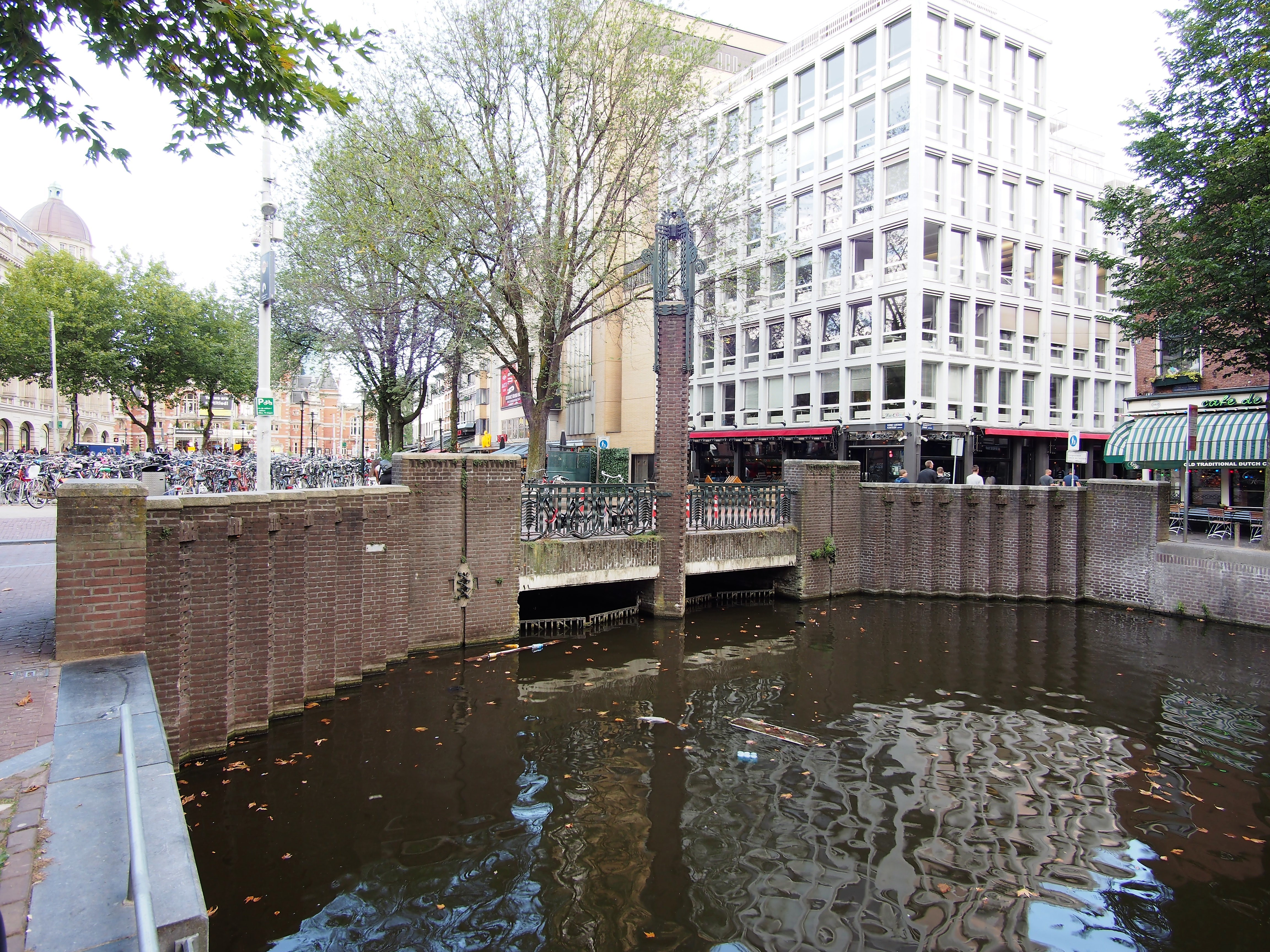
Brug 198 ten zuidoosten van het plantsoen; 2017.
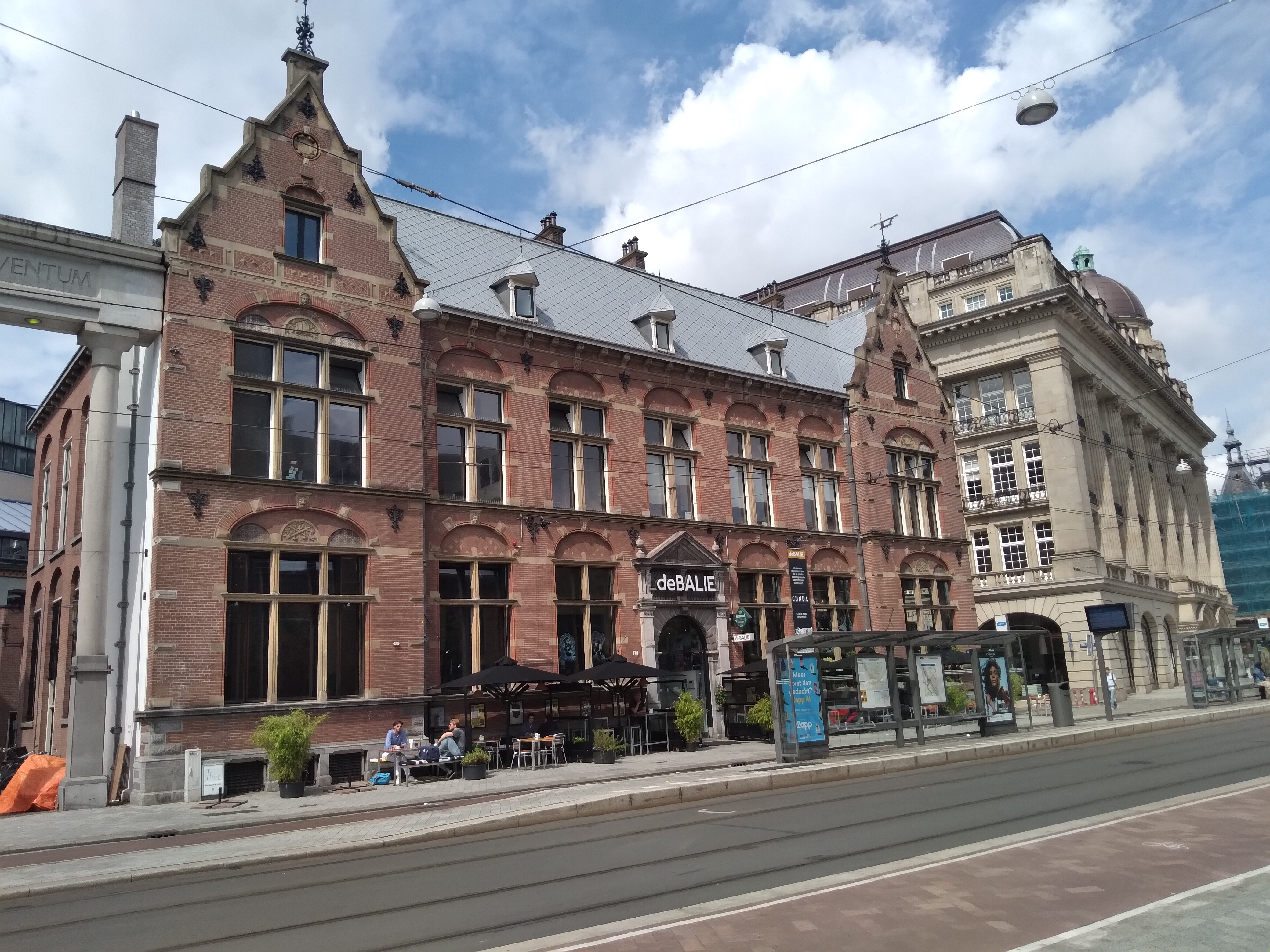
Cultureel centrum De Balie, 2011.
Opening Apple Store in het Hirschgebouw; 3 maart 2012.
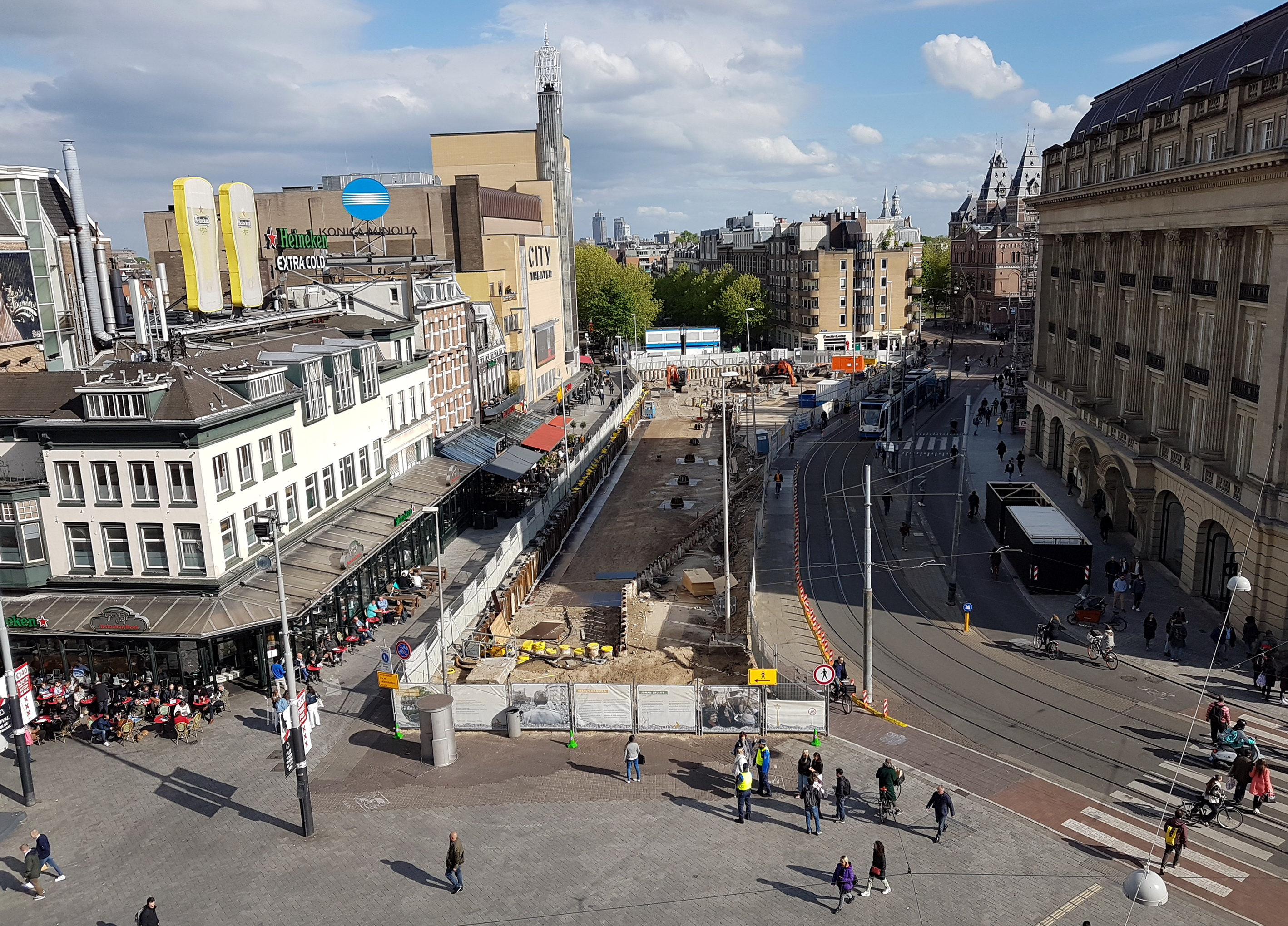
Bouw fietsparkeerkelder, met links de in 2021 gesloopte 'Heinekenhoek'; 2019.
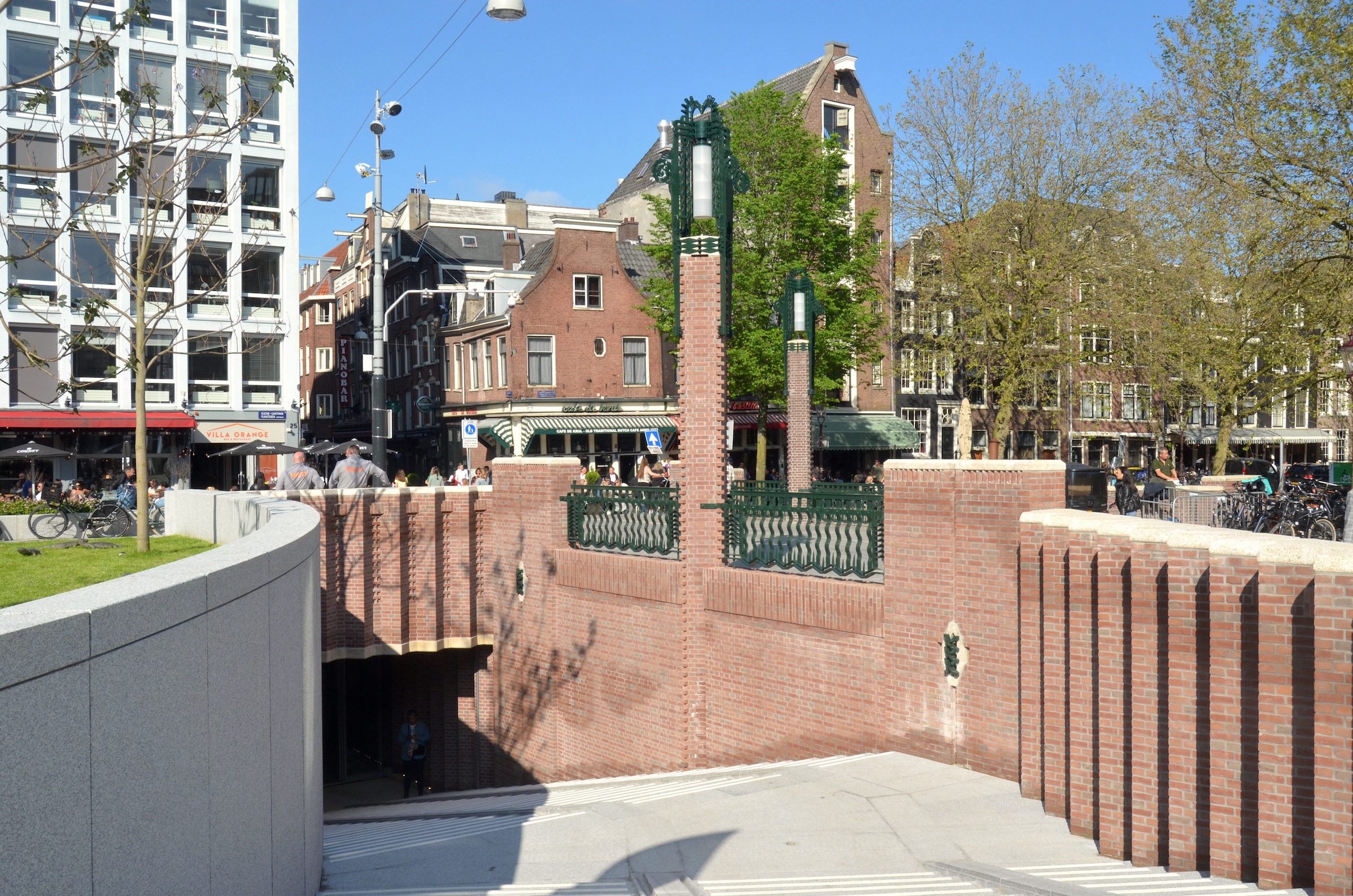
Entree fietsenstalling aan de Weteringschans, kort na de opening (mei 2021).
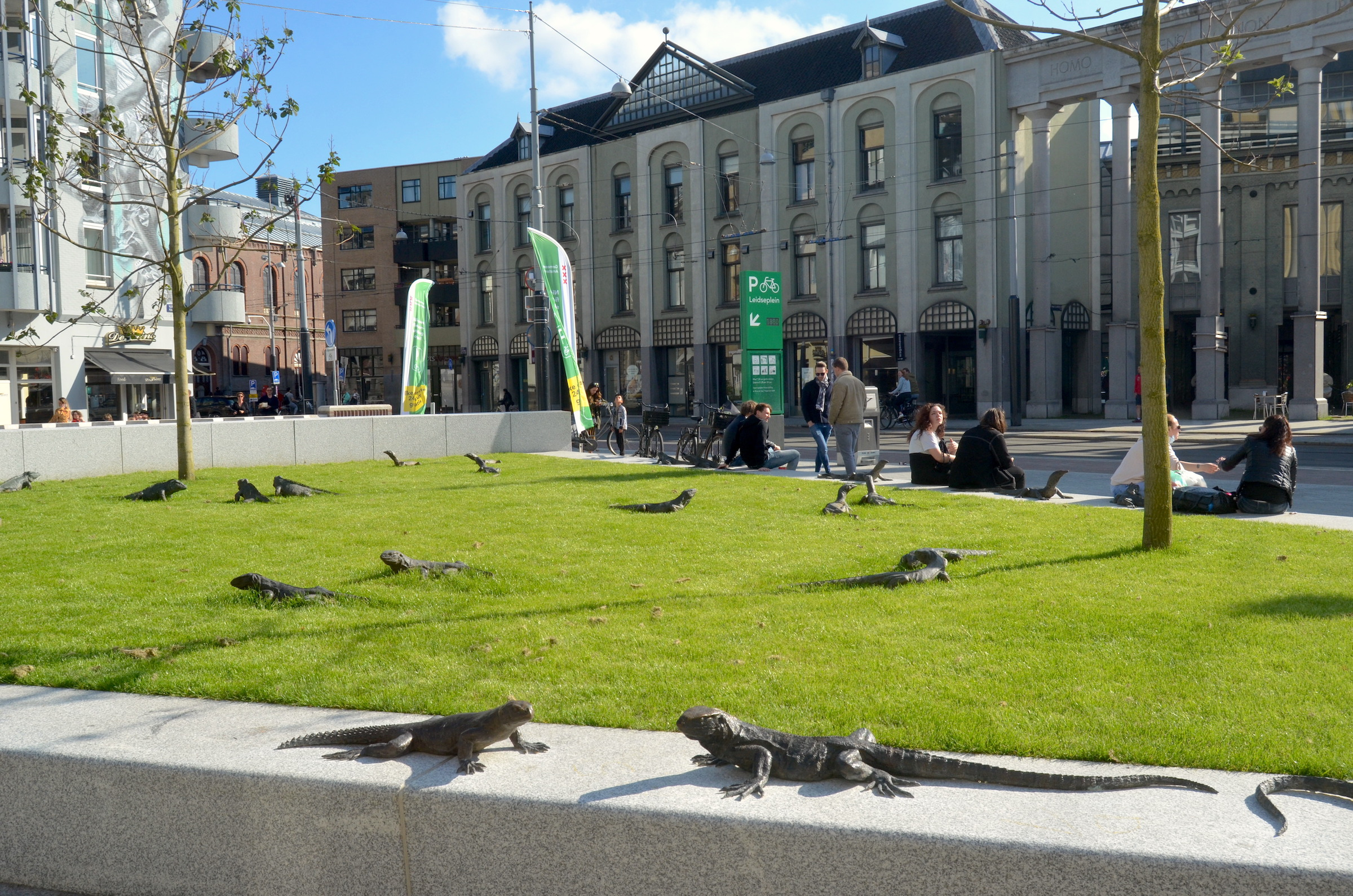
Hagedissen Kleine-Gartmanplantsoen, kort na herplaatsing (mei 2021).